# Zeʾev Schiff

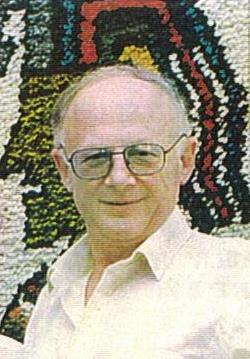
Zeʾev Schiff (1980er Jahre)

Zeʾev Schiff (hebräisch זאב שיף; * 1. Juli 1932 in Lille, Frankreich; † 19. Juni 2007 in Tel Aviv) war ein israelischer Journalist. Er galt weltweit als angesehener Militärpublizist.

## Leben
Zeʾev Schiff wurde in Frankreich geboren und kam 1935 als Kind nach Israel. In der israelischen Armee diente er als Geheimdienstoffizier. Nach dem Studium nahöstlicher und Militärgeschichte an der Universität Tel Aviv begann er ab 1955 für die Tageszeitung Haaretz zu arbeiten. 1960 wurde er zu ihrem Militärkorrespondenten ernannt; insgesamt arbeitete er bis zu seinem Tod über 50 Jahre für dieses Blatt. Aufgrund seines umfangreichen Wissens war er zudem ständiger Gastautor für zahlreiche internationale Zeitungen.
Er begleitete als Militärkorrespondent nicht nur die israelischen Militäraktionen wie den Sechstagekrieg, den Jom-Kippur-Krieg, den Libanonkrieg und die Intifada, sondern war als Korrespondent unter anderem in Vietnam, der früheren Sowjetunion, Zypern und Äthiopien im Einsatz. Trotz seiner wiederholten scharfen Kritik an verschiedenen israelischen Militäraktionen wurde sein überragender Sachverstand auch im israelischen Militär geschätzt.
Schiff erfuhr aus Militärquellen am 17. September 1982 um 7:30 Uhr von der Gewalt durch christliche Milizen in Beirut und informierte an diesem zweiten Tag des Massakers von Sabra und Schatila den befreundeten Minister Mordechai Zipori. Unabhängig von Schiff hatte auch der Journalist Ron Ben-Yishai telefonisch Ariel Scharon alarmiert, ohne ein Eingreifen zu erreichen. Schiff wies 1982 als erster die israelische Justiz auf die Mitverantwortung Ariel Scharons beim Massaker von Sabra und Schatila hin. Der Journalist Robert Fisk bemerkt kritisch, dass Schiff darauf verzichtet hatte, sofort am Freitag Morgen die internationalen Pressevertreter in Beirut über das Massaker zu informieren.
Schiff veröffentlichte zahlreiche Bücher zu sicherheitspolitischen Fragen des Nahen Ostens, die in mehrere Sprachen übersetzt wurden. Sein 1990 veröffentlichtes Buch über die erste palästinensische Intifada wurde ein internationaler Bestseller. Er starb 2007 an einem Herzleiden.

## Werke (Auswahl)
- October Earthquake and the Yom Kippur War. 1974 (erhielt die wichtigste journalistische Auszeichnung Israels, den Sokolov Prize)
- Israel’s Lebanon War. Simon & Schuster, New York 1984
- A History of the Israeli Army, 1874 to the Present. 1985
- Zeʾev Schiff, Ehud Yaari: Intifada. The Palestinian Uprising. Israel’s Third Front. Simon & Schuster, New York 1990
- Israel’s War with Iran. Foreign Affairs 85, November-December 2006, 23-31. (Teilabdruck) Israel's War with Iran. New York Times, 4. Dezember 2006 (registrierungspflichtig)